# Polistes tepidus
Polistes tepidus är en getingart som först beskrevs av Fabricius 1775.  Polistes tepidus ingår i släktet pappersgetingar, och familjen getingar.

## Underarter
Arten delas in i följande underarter:
- P. t. malayanus
- P. t. manusensis
- P. t. picteti
- P. t. religiosus
- P. t. speciosus
- P. t. theodoris
- P. t. batjanensis

## Bildgalleri

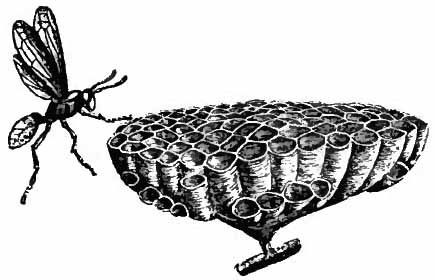